# Lomben (Överkalix socken, Norrbotten, 741462-181178)
Lomben är en sjö i Överkalix kommun i Norrbotten och ingår i Kalixälvens huvudavrinningsområde. Sjön har en area på 0,149 kvadratkilometer och ligger 138,8 meter över havet.

## Delavrinningsområde
Lomben ingår i det delavrinningsområde (741322-181189) som SMHI kallar för Utloppet av Jock-Alsjärv. Medelhöjden är 156 meter över havet och ytan är 21,16 kvadratkilometer. Det finns inga avrinningsområden uppströms utan avrinningsområdet är högsta punkten. Alsån (Pilkån) som avvattnar avrinningsområdet har biflödesordning 2, vilket innebär att vattnet flödar genom totalt 2 vattendrag innan det når havet efter 125 kilometer. Avrinningsområdet består mestadels av skog (47 procent) och sankmarker (39 procent). Avrinningsområdet har 1,81 kvadratkilometer vattenytor vilket ger det en sjöprocent på 8,5 procent.